# 5-й гвардейский бомбардировочный авиационный корпус
5-й гвардейский бомбардировочный авиационный Витебский корпус (5-й гв. бак) — соединение Военно-Воздушных сил (ВВС) Вооруженных Сил РККА, принимавшее участие в боевых действиях Великой Отечественной войны.

## Наименования корпуса
- 2-й бомбардировочный авиационный корпус;
- 1-й гвардейский бомбардировочный авиационный корпус;
- 1-й гвардейский бомбардировочный авиационный Витебский корпус;
- 5-й гвардейский бомбардировочный авиационный Витебский корпус;
- 66-й гвардейский бомбардировочный авиационный Витебский корпус.

## Создание корпуса
1-й гвардейский бомбардировочный авиационный Витебский корпус 26 декабря 1944 года был переименован в 5-й гвардейский бомбардировочный авиационный Витебский корпус

## Преобразование корпуса
5-й гвардейский бомбардировочный авиационный Витебский корпус 10 января 1949 года переименован в 66-й гвардейский бомбардировочный авиационный Витебский корпус

## Расформирование корпуса
В последующем 66-й гвардейский бомбардировочный авиационный Витебский корпус был расформирован.
С целью сохранения памяти и увековечивания заслуг 66-го гвардейского бомбардировочного авиационного Витебского корпуса почётные наименования и награды корпуса были переданы вновь формируемому 3-му гвардейскому отдельному ракетному Витебскому Краснознамённому корпусу, в последующем переименованному в 27-ю гвардейскую ракетную Витебскую Краснознамённую армию.

## В действующей армии
В составе действующей армии: с 26 декабря 1944 года по 9 мая 1945 года, итого: 135 дней.

## Командование корпуса
Командир корпуса
- гвардии генерал-лейтенант авиации Ушаков Владимир Алексеевич[4], период нахождения в должности: с 26 декабря 1944 года по июнь 1945 года
- гвардии генерал-майор авиации Котляр Феодосий Порфирьевич[5], период нахождения в должности: с июня 1945 года по декабрь 1947 года.
- генерал-майор авиации Фёдоров Иван Логинович[6], период нахождения в должности: с октября 1947 года по декабрь 1951 года.

Заместитель командира корпуса
- гвардии подполковник Прокошев Иван Георгиевич[5][7], июль 1945 - январь 1946

## В составе объединений
| Объединение                                                         | Период                  |
| ------------------------------------------------------------------- | ----------------------- |
| 3-я воздушная армия 1-й Прибалтийский фронт                         | 26.12.1944 — 01.02.1945 |
| 15-я воздушная армия 2-й Прибалтийский фронт                        | 01.02.1945 — 29.03.1945 |
| 15-я воздушная армия Курляндской группы войск Ленинградского Фронта | 29.03.1945 — 09.05.1945 |

## Соединения, части и отдельные подразделения корпуса
- 4-я гвардейская бомбардировочная авиационная дивизия[8][9]
  - 124-й гвардейский бомбардировочный авиационный полк
  - 125-й гвардейский бомбардировочный авиационный полк
  - 126 й гвардейский бомбардировочный авиационный полк
- 5-я гвардейская бомбардировочная авиационная дивизия[8][9]
  - 35 й гвардейский бомбардировочный авиационный полк
  - 127 й гвардейский бомбардировочный авиационный полк
  - 128 й гвардейский бомбардировочный авиационный полк
- 3-я отдельная гвардейская авиационная эскадрилья связи
- 25-я отдельная гвардейская рота связи
- 33-й отдельный взвод аэрофотослужбы
- 1245-я подвижная авиаремонтная мастерская
- 1242-я военно-почтовая станция

## Участие в операциях и битвах
- Блокада и ликвидация Курляндской группировки — с 26 декабря 1944 года по 9 мая 1945 года.
- Восточно-Прусская операция — с 13 января 1945 года по 25 апреля 1945 года.
  - Инстербургско-Кенигсбергская операция — с 13 января 1945 года по 27 января 1945 года.
  - Кенигсбергская операция — с 6 апреля 1945 года по 9 апреля 1945 года.
  - Земландская операция — с 13 апреля 1945 года по 25 апреля 1945 года.

## Награды
- 5-я гвардейская Оршанская Краснознамённая бомбардировочная авиационная дивизия Указом Президиума Верховного Совета СССР награждена орденом «Кутузова III степени»
- 35-й гвардейский Сталинградский бомбардировочный авиационный полк Указом Президиума Верховного Совета СССР награждён орденом «Суворова III степени»
- 124-й гвардейский Ленинградский Краснознамённый бомбардировочный авиационный полк Указом Президиума Верховного Совета СССР от 19 февраля 1945 года награждён орденом «Кутузова III степени»
- 124-й гвардейский Ленинградский Краснознамённый ордена Кутузова III степени бомбардировочный авиационный полк Указом Президиума Верховного Совета СССР награждён орденом «Суворова III степени»
- 125-й гвардейский Борисовский бомбардировочный авиационный полк имени М. Расковой Указом Президиума Верховного Совета СССР от 19 февраля 1945 года награждён орденом «Кутузова III степени»
- 125-й гвардейский Борисовский ордена Кутузова III степени бомбардировочный авиационный полк имени М. Расковой Указом Президиума Верховного Совета СССР награждён орденом «Суворова III степени»
- 127-й гвардейский Борисовский бомбардировочный авиационный полк Указом Президиума Верховного Совета СССР награждён орденом «Суворова III степени»